# 夏獻綸
夏獻綸（？—1879年），字芝岑，號筱濤，江西新建人，清朝官員。
夏獻綸於同治十一年（1872年）接替潘駿章擔任按察使銜分巡台灣兵備道，駐紮於淡水廳，為台灣清治時期的地方統治者。同治十三年（1874年）牡丹社事件後沈葆楨來台處理相關事務，夏即為居中協調官員之一，並於開山撫番時被指派開闢通往後山的中路（即今八通關古道，由彰化林圯埔（今南投縣竹山鎮）至璞石閣（今花蓮縣玉里鎮），共計265里）。光緒五年（1879年）卒於任。
同治十三年（1874年）季夏，夏獻綸與張斯桂途經台灣基隆市仙洞巖，留下「海外洞天」四字碑刻。